# Salto do Jacuí
Salto do Jacuí é um município do estado do Rio Grande do Sul, no Brasil.

## Geografia
Com altitude de 322 metros, o município se localiza à latitude 29°05'18" sul e à longitude 53°12'45" oeste. Sua população estimada em 2018 era de 12 416 habitantes, distribuídos em 507,698 km² de área.

## Topônimo
Em 1856, a região era chamada de "Rincão do Jacuí" ou, simplesmente, "Jacuí". Em 1886, era chamada de "Rincão do Jacuí Grande". Em 1892, era chamada de "Pontão do Potreirinho". A partir da década de 1950, em referência a uma queda de água do rio Jacuí, passou a ser chamada de "Salto Grande", "Salto Grande do Jacuí" ou "Salto do Jacuí". "Jacuí" é originário do tupi antigo îaku'y, que significa "rio dos jacus" (îaku, jacu e 'y, rio).

## História
Sabe-se que, por volta de 1877, oito famílias açorianas fixaram suas moradias no atual município de Salto do Jacuí, vindas de locais vizinhos. A história da formação do município está intimamente ligada ao nome do capitão Joanes Guerreiro de Amaral, que era proprietário de aproximadamente 40 colônias de terras, desde 1870. Residia nas imediações de uma guajuvira (árvore nativa) e dedicava-se à criação de gado e agricultura.
Mais tarde, em 1951, com o início das obras de construção do túnel que liga a barragem com a casa de máquinas pela firma Mantiqueira S/A, ocorreu um processo de aceleramento da povoação da Vila do Salto Grande, formando-se a vila residencial dos funcionários da CEEE, que trabalhavam na usina.

## Hidrografia
- Rio Jacuí
- Rio Ivaí

## Economia
A economia de Salto do Jacuí se baseia na agropecuária (soja, milho, trigo, criação de gado) e na mineração (extração de pedras preciosas), geração de energia elétrica (Usina Hidrelétrica Leonel Brizola e Usina Hidrelétrica Passo Real). A extração de ágata está em declínio, mas Salto do Jacuí ainda é o maior produtor brasileiro.
O município tem um forte potencial econômico, possui ligação asfáltica pela rodovia RST-481, situando-se entre Cruz Alta e Arroio do Tigre e a VRS 817, elo de ligação com a região norte do estado. É o elo mais próximo entre a região das Missões, a região Metropolitana de Porto Alegre e o Porto de Rio Grande.

### Turismo
Salto do Jacuí tem um forte potencial turístico. Suas águas são próprias para atividades náuticas a motor ou a vela (Barragem do Passo Real). Possui áreas para camping e pesca esportiva.

### Capital gaúcha da energia elétrica
Conhecida como a "Capital Gaúcha da Energia Elétrica", Salto do Jacuí tem uma relação especial com as águas, pois possui o maior lago artificial do Rio Grande do Sul, chamado de Barragem do Passo Real, e a Barragem Maia Filho. O Complexo Hidrelétrico do Sistema Jacuí é responsável por 65 % da energia gerada pela Companhia Estadual de Geração e Transmissão de Energia Elétrica (CEEE-GT) e aproximadamente 27 % do total consumido pelos gaúchos.

### Ágatas
O município possui uma das maiores jazidas do mundo de ágatas, possuindo o título de "Capital mundial das pedras ágata".

## Reserva indígena
Na fronteira com o município de Pinhal Grande, existe uma reserva indígena guarani com cerca de 234 hectares.